# 真微鰭蛇鰻
真微鰭蛇鰻為輻鰭魚綱鰻鱺目糯鰻亞目蛇鰻科的其中一種，被IUCN列為次級保育類動物，分布於中東太平洋區，從加利福尼亞灣至哥斯大黎加海域，棲息深度3-30公尺，體長可達71公分，棲息在底層水域，屬肉食性，生活習性不明。

## 擴展閱讀
維基物種上的相關：真微鰭蛇鰻